# Fernando de Rojas
Fernando de Rojas (ur. ok. 1465–1475 w La Puebla de Montalbán, zm. 1541 w Talavera de la Reina) – pisarz hiszpański, autor (lub jeden z autorów) utworu Celestyna (inny tytuł: Tragikomedia o Kalikście i Melibei).
Niewiele wiadomo o jego biografii. Pochodził z rodziny żydowskiej, która zmieniła wyznanie na chrześcijańskie. Studiował prawo na uniwersytecie w Salamance. W 1499 opublikował anonimowo w Burgos Celestynę. Zamieszkał w Talavera de la Reina, gdzie pracował jako prawnik i założył rodzinę. Ok. 1538 roku został burmistrzem Talavery. Zmarł w 1541 roku.
Jego Celestyna cieszyła się wielką popularnością w Hiszpanii i szybko została przetłumaczona na inne języki (m.in. angielski i francuski). Wywarła znaczny wpływ na teatr hiszpański, w tym na twórczość Lope de Vegi.